# 킴 존스턴 울리치
킴 존스턴 울리치(Kim Johnston Ulrich, 1955년 3월 24일 ~ )는 미국의 배우, 텔레비전 배우, 영화배우이다.

## 영화
- 공포의 럼펄스킨 (1996년)
- 닥터슬론 (1993년)
- 블러드 타이즈 (1991년)
- 최후의 생존자 (1988년)
- 할아버지는 멋쟁이 (1986년)
- 달라스 (1978년)